# Testudo graeca
La tortuga mora (Testudo graeca) es una de las ocho especies de tortuga clasificadas tradicionalmente dentro del género Testudo es la especie con la distribución más extensa del género y está presente en tres continentes (Europa, África y Asia). Se conocen diecisiete subespecies diferentes.

## Registro del fósil
El registro fósil encontrado en el norte de África comprende edades de entre 30.000 y 150.000 años, lo que hace suponer que desde allí se extendió al resto de territorios que ocupa hoy día. Debido a su amplia distribución se han descrito varias subespecies, e incluso puede que muchas de ellas obtengan el reconocimiento de especie propia.

## Distribución geográfica
Especie paleártica occidental, en Europa está presente en: Italia, Grecia oriental, España, Turquía europea, en algunas islas del Mar Mediterráneo, a lo largo de la costa búlgara y rumana del Mar Negro.
En Asia es muy común en Turquía, Asia Menor, Siria, Líbano, Israel, Jordania, Cáucaso, Irán, hasta los confines de Pakistán.
En África del Norte se distribuye por Marruecos, Argelia, Túnez y Libia.

## Taxonomía

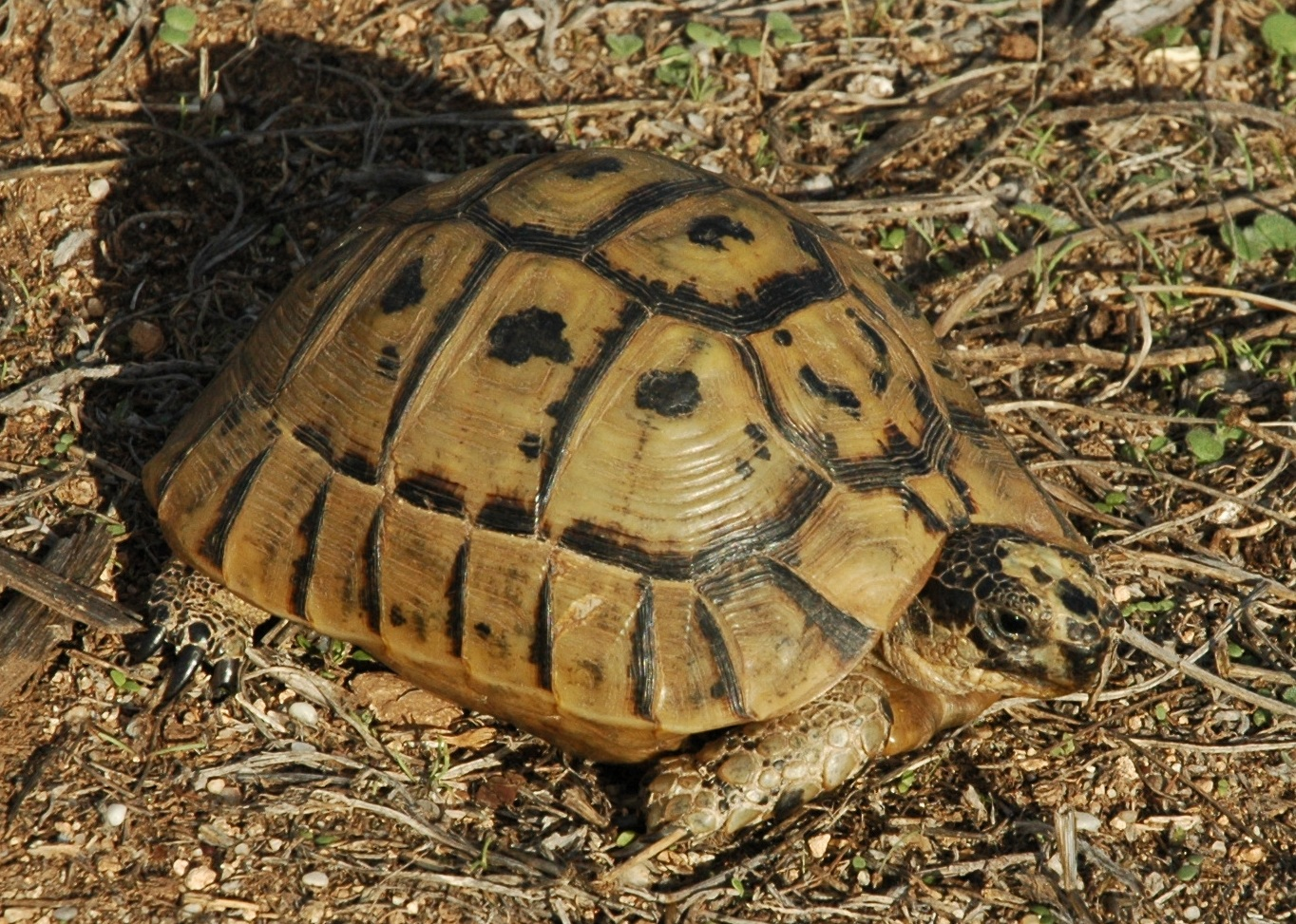
T. graeca nabeulensis de Cerdeña

### Etimología
Testudo graeca fue identificada por primera vez en 1758 por el botánico sueco Carlos Linneo, el nombre no proviene de su origen, ya que no es muy común en Grecia, sino porque las placas y los dibujos de su caparazón recordaban los mosaicos griegos. Por esta razón para muchos científicos es más correcto denominarla tortuga mora, de la antigua provincia romana de Mauritania, ya que es el norte de África donde tiene sus mayores poblaciones y donde hay más registro fósil de la especie. Testudo graeca es la única especie del género Testudo que se distribuye por tres continentes, Europa, África y Asia. Por esta tan amplia distribución se han identificado muchas subespecies, que según algunos científicos serían especies diferentes. Las principales subespecies reconocidas son las siguientes:

### Subespecies
- T. graeca graeca (Linnaeus, 1758)
  - Distribución: Marruecos, Argelia y sur de España. Vive en un hábitat semiárido.
  - Descripción: Más pequeña y más frágil que T. graeca ibera con un máximo de 18 cm (macho 13 cm, hembra, 18 cm), tiene los ojos saltones como los de las ranas, cabeza y patas de color amarillo con manchas negras. Se distingue por tener la primera placa vertebral redondeada.

- T. graeca ibera (Pallas, 1814), sin. Testudo graeca buxtoni (Boulenger, 1920)
  - Distribución: Turquía, nordeste de Grecia, Bulgaria y Rumanía. Ibera se refiere a una localidad de Turquía y no a la península ibérica. Vive en llanuras secas, colinas matosas y boscaje.
  - Descripción: Mucho más grande y más resisistente que T. graeca graeca, puede llegar a los 30 cm (machos 18 cm, hembras 25-30c m), ojos más planos como los de las serpientes, cabeza y patas de color marrón oscuro o negro. Se distingue por tener la primera placa vertebral con líneas rectas. Testudo ibera fue identificada como especie en sí en 1814 por el naturalista alemán Peter Simon Pallas, pero en 1946 el herpetólogo alemán Robert Mertens la declaró subespecie de T. graeca, lo cual es actualmente motivo de una intensa polémica entre los taxonomistas.

- T. graeca nabeulensis (Highfield, 1990))
  - Distribución: Túnez, Libia y sur de Cerdeña.
  - Descripción: Muy pequeña, machos 13 cm, hembras 16 cm, tiene el caparazón en forma de concha y de color arena con manchas negras variables. La piel es de color arena con manchas negras.

- T. graeca whitei(Bennett, 1836), sin. Furculachelys whitei (Highfield & Martín, 1989) 
  - Distribución: Argelia.
  - Descripción: Más grande que T. graeca graeca, puede llegar a los 28-30 cm, tiene el espaldar más alargado y el margen posterior ahuecado como el de la tortuga marginada. Pone entre 12 y 14 huevos.

- T. graeca anamurensis (Weissinger, 1987)
  - Distribución: Suroeste de Turquía.
  - Descripción: Parecida a la T. graeca ibera pero de mayor tamaño y de coloración más oscura.

- T. graeca terrestris (Forskål, 1775), sin. T. graeca floweri (Bodenheimer, 1935)
  - Distribución: Israel, Líbano, el oeste de Jordania y en menor medida el sur de Siria.
  - Descripción: Llamada graeca Golden por tener el caparazón dorado, cerecen de las manchas negras en las placas del caparazón, tienen piel amarilla y uñas de color crema. De tamaño relativamente pequeño con un máximo de 20 cm. Un sinónimo de esta subespecie es T. graeca floweri (Bodenheimer, 1935, refiriéndose a ejemplares estudiados en Jordania, que podrían ser una variante del terrestris).

- T. graeca zarudnyi (Nikolski, 1896)
  - Distribución: Birjand, (Irán)
  - Descripción: La más grande de todas y más alargada, puede llegar a los 35 cm, coloración muy oscura tanto en el caparazón como en la piel. Muchos expertos la consideran como especie diferente por ser tan distinta y lejana de las otras.

- T. graeca antakyensis (Perälä, 1996), (Turquía)
- T. graeca armeniaca (Chkhikvadze & Bakradze, 1991), (Armenia)
- T. graeca cyrenicae (Pieh & Perälä, 2002), (Libia)
- T. graeca flavominimaralis (Highfield & Martin, 1989), (Libia)
- T. graeca lamberti (Pieh & Perälä, 2004), (Marruecos)
- T. graeca marokkensis (Pieh & Perälä, 2004), (Marruecos)
- T. graeca nikolskii (Chkhikvadze & Tunijev, 1986), (Cáucaso)
- T. graeca pallasi (Chkhikvadze & Bakradze, 2002), (Dagestán)
- T. graeca perses (Perälä, 2002), (Zagros)
- T. graeca soussensis (Pieh, 2000), (Marruecos)

## Morfología

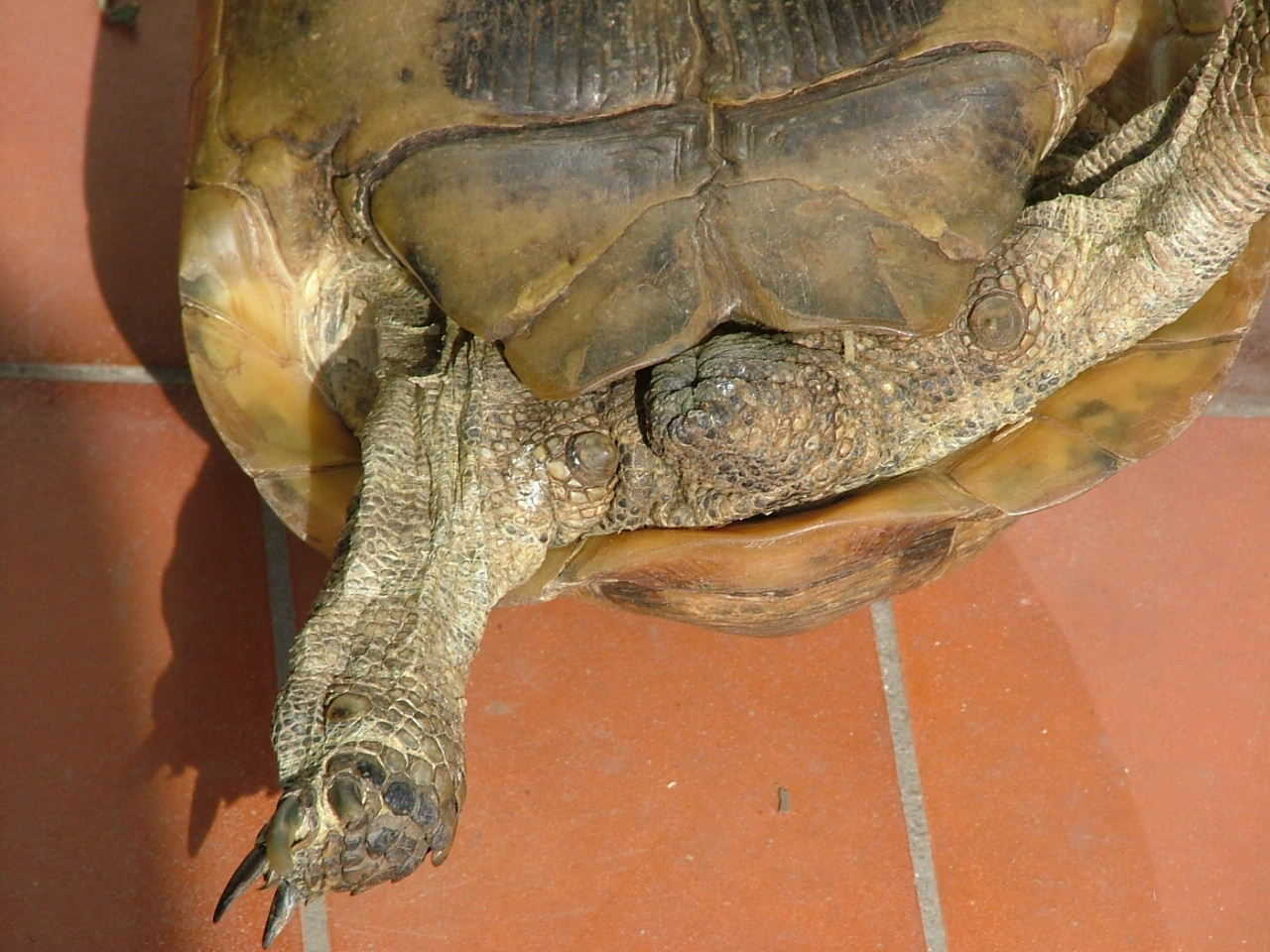
Espolones característicos de T. graeca

Es una especie especialmente longeva. En estado salvaje es raro encontrar individuos de más de 20 años pero en cautividad son frecuentes los casos de ejemplares que han alcanzado los 60 años. Su tamaño varía de manera considerable según la subespecie. Las hembras son más grandes que los machos. En la península ibérica, los machos miden 15 cm y no llegan a los 600 g de peso; las hembras 18 cm y 900 g. En Bulgaria se han dado de casos de ejemplares de hasta 7 kg.

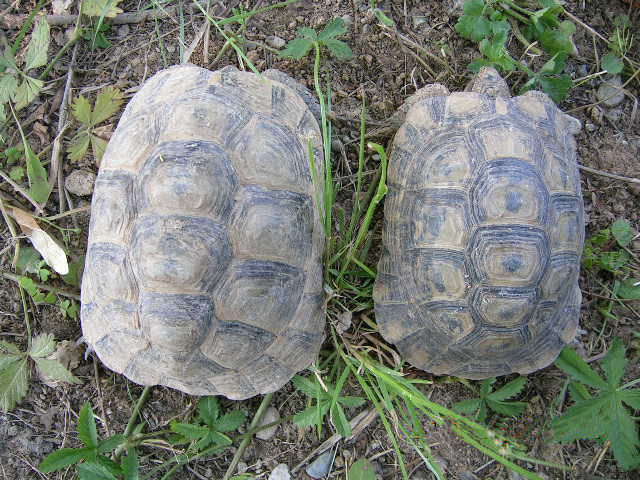
Hembra (izquierda), macho (derecha) de T. graeca

Su caparazón es muy abombado y de tonos amarillentos a verde oliva. Cada placa suele presentar los bordes negros y en su interior puede presentar una mancha también negra. El espaldar (parte dorsal del caparazón) presenta la placa supracaudal (encima de la cola) sin dividir, algo característico de la especie. El plastrón o peto es amarillo con manchas negras, más notables en individuos jóvenes que en adultos, y las escamas son mayores que las del espaldar. 
La cabeza es amarilla con manchas negras, que en ocasiones llegan a cubrirla totalmente. Destacan dos escamas grandes e irregulares en la cabeza: la frontal y la prefrontal. Tiene los ojos saltones como los de las ranas, cosa que la diferencia de las otras especies del género Testudo, que tienen ojos más planos como los de las serpientes.
Sus extremidades delanteras están recubiertas en su parte anterior por varias filas de escamas grandes y puntiagudas. En las extremidades traseras las escamas son considerablemente más pequeñas. 
Tienen 5 uñas en las patas delanteras y 4 en las traseras. La cola es corta y carece de la uña terminal cornificada típica de otras especies como la Testudo hermanni. En la parte posterior de cada muslo sobresale un espolón, a veces aplanado por el desgaste, es la característica principal que la diferencia de las otras especies del género Testudo.

## Diferencias respecto deT. hermanni

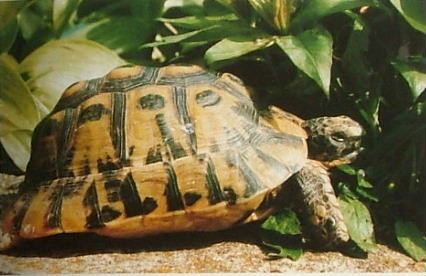
Tortuga Griega, Weibchen, Túnez

Los elementos que diferencian T. graeca de Testudo hermanni son principalmente la presencia en T. hermanni de una funda córnea en el ápice de la cola tanto de los machos como de las hembras, ausente en T. graeca; y la ausencia de los tubérculos córneos a los lados de los muslos, característicos de T. graeca. En general, T. hermanni presenta una división en dos partes del plastrón supracaudal, pero hay muchos ejemplares sin esta partición. Otra diferencia morfológica es que la primera placa vertebral de T. hermanni es más grande que la segunda, al contrario de T. graeca, que tiene la primera placa vertebral más pequeña que la segunda. 
Los estudios genéticos han demostrado que T. graeca es más próxima genéticamente a Testudo marginata que a Testudo hermanni, y que T. hermanni es más próxima a Testudo horsfieldii que a T. graeca, por esta razón se ha propuesto dividir el género Testudo con el grupo Agrionemys, que incluye a T. hermanni y a T. horsfieldii, y el grupo de T. marginata, T. graeca y Testudo kleinmanni.

## Dimorfismo sexual

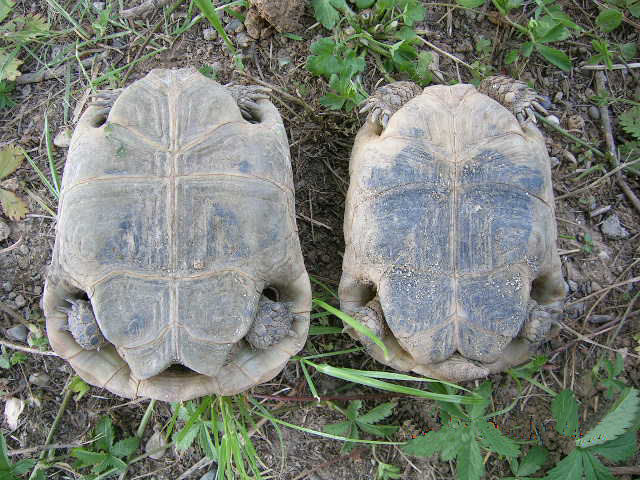
Dimorfismo sexual, hembra (izquierda), macho (derecha) de T. graeca

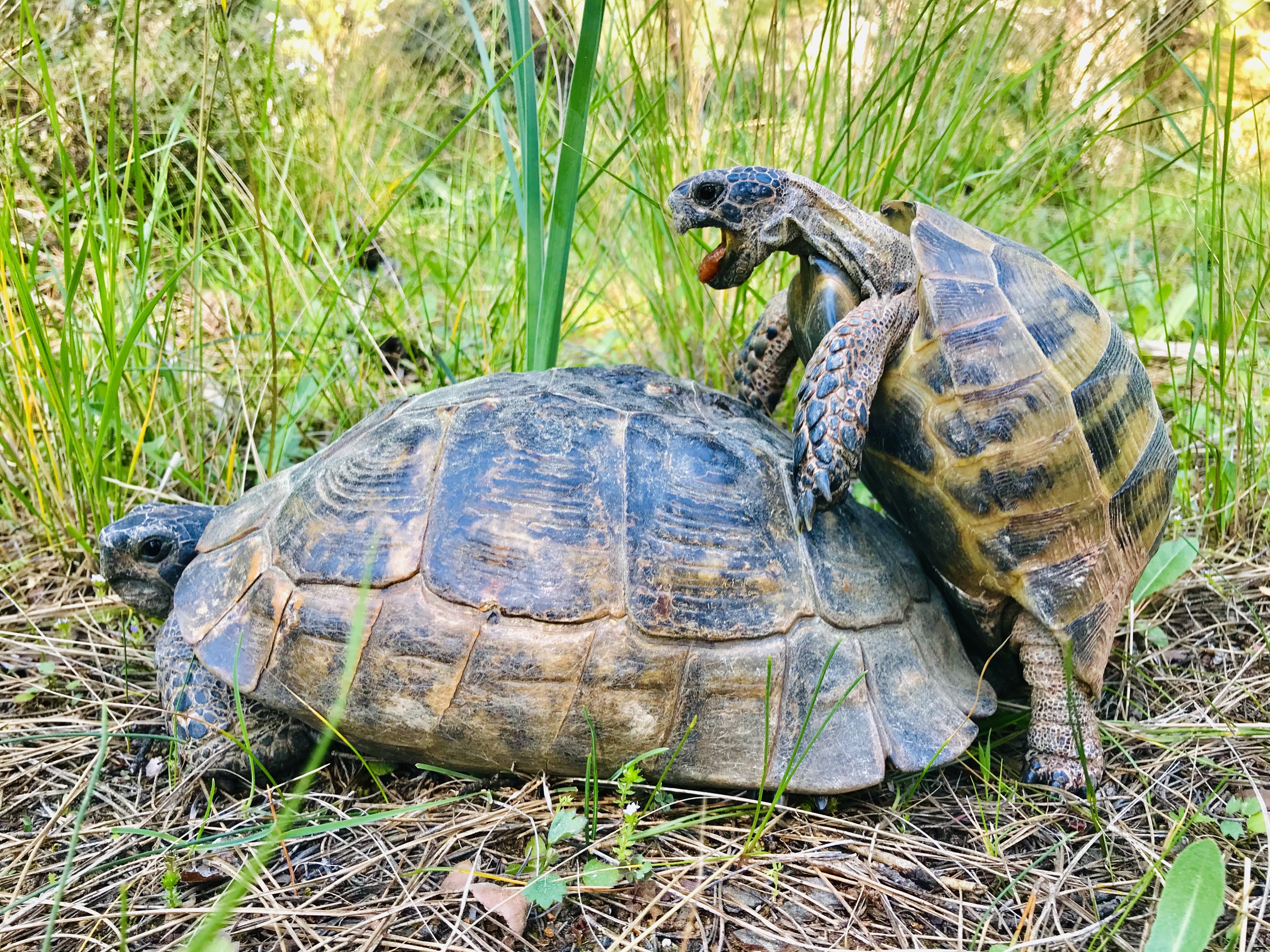
Una pareja se está apareando en Esmirna, Turquía

La diferenciación de machos y hembras (dimorfismo sexual) se efectúa por la vía de los caracteres sexuales secundarios. Los machos, de medida más pequeña, tienen una cola larga, robusta y gruesa en su base. En las hembras, la cola es pequeña y corta. La distancia de la apertura de la cloaca respecto de la base de la cola es más grande en los machos. Los machos adultos presentan una concavidad en el plastrón para facilitar que la hembra monte su espaldar. El plastrón de las hembras y de los ejemplares jóvenes y subadultos es plano; el ángulo que forman las escamas anales del plastrón es mucho más grande en los machos, pero en las hembras, estas escamas son más altas. Las hembras tardan más en alcanzar la madurez sexual, hasta los 8 o 10 años, por lo que crecen más durante su etapa juvenil y son de mayor tamaño. Los machos tienen las escamas anales más cortas y desgastadas, mientras que en las hembras son largas y puntiagudas. Mientras que en las hembras la placa supracaudal es plana en los machos es convexa y está fuertemente curvada hacia dentro. El peto de los machos es cóncavo para facilitar la cópula.

## Reproducción
Inmediatamente tras despertarse de la hibernación, entre mayo y junio el macho empieza el cortejo con un ritual que incluye seguir la hembra y morderle o golpearle el espaldar. El macho sube a las espaldas de la hembra para copular. El macho saca el pene, contenido dentro la cola gruesa y emite uno de los pocos sonidos que hacen estos reptiles, las crías desde el nacimiento también pueden emitir un sonido sordo similar a un chasquido cuando se sienten amenazadas. La hembra puede llegar a tardar cuatro años en concebir, pues puede conservar el semen en un órgano del oviducto.
Son animales de gran longevidad, y se conocen muchos ejemplares centenarios. Llegan a la madurez sexual cuando tienen aproximadamente diez años. Las especies de Testudo son ovíparas: ponen los huevos en agujeros excavados al suelo por la hembra con el último par de patas. Las hembras de Testudo Graeca ponen huevos tres o cuatro veces al año, entre mayo y junio. El número de huevos depende de la medida del ejemplar.

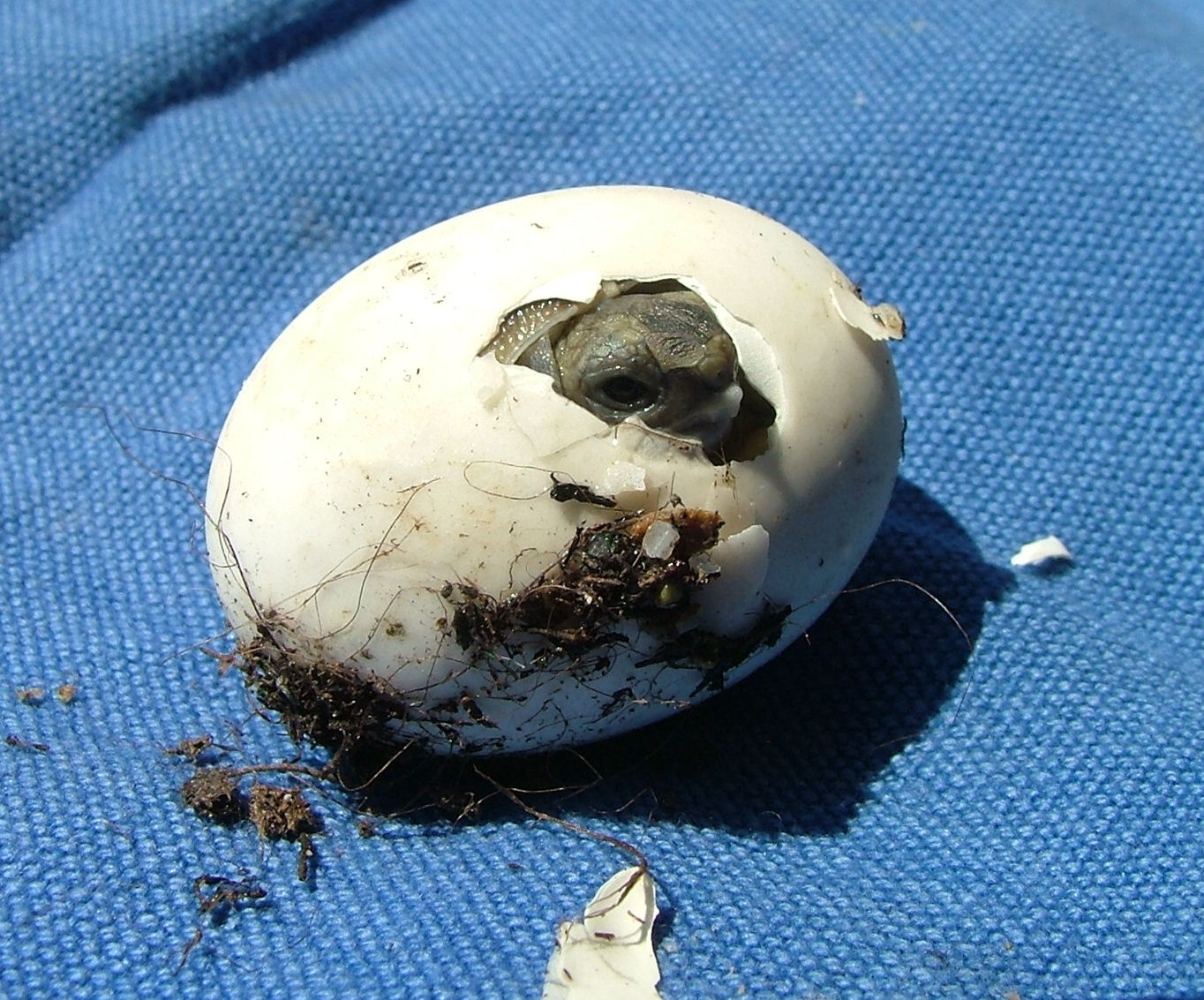
Eclosión del huevo.

El tiempo de incubación, de entre dos y tres meses, y el sexo de los recién nacidos varían en función de la temperatura ambiental. Si la temperatura de incubación es inferior a 31,5 °C predominarán los machos, y si la temperatura es superior, habrá más hembras. Temperaturas inferiores a 26 °C o superiores a 33 °C provocan malformaciones o la muerte del embrión. Llegado el día de la eclosión, a menudo apresurada por un día de lluvia, la cría de tortuga rompe el huevo mediante un tubérculo córneo situado entre las narinas externas y el maxilar superior que desaparece tras unos días. La eclosión dura cuarenta y ocho horas, un periodo durante el cual el saco vitelino es absorbido totalmente.

## Alimentación
Su alimentación debe estar basada en vegetales y hortalizas.
La base de su alimentación son las plantas silvestres. Se les deben proporcionar alfalfa, cardos, diente de león, llantén, plantago, trébol, milenrama, madreselva, romero, salvia y melisa. Hay muchos aficionados que también les dan higos chumbos y palas de chumbera (Opuntia sp.), a la que previamente se le deben quitar los pinchos y la piel. Se les puede ofrecer también col, espinacas, brócoli, lechuga, siempre limpios de pesticidas. Es muy importante que la mayor parte de alimento sean plantas silvestres, pues las hortalizas contienen demasiadas proteínas.
También de vez en cuando pueden consumir tomates y pepinos. Es posible también ver que se alimentan algunas veces de animales muertos y carroña. Se recomienda que se planten las plantas silvestres anteriormente mencionadas y algunas hortalizas para que las tortugas las tengan siempre a mano y se las coman cuando más les apetezca. Se les puede dar pienso especial para tortugas terrestres mezclado con el resto de comida. Eso sí, siempre es mejor plantas y verdura fresca. No es recomendable darles fruta, pues contiene poca fibra y demasiado azúcar. La achicoria, la achicoria roja, los berros y los canónigos son vegetales aptos para alimentar las tortugas gracias a su riqueza en calcio respecto al fósforo y por las fibras que contienen. Altas dosis de proteínas o de fósforo junto con una exigua ingestión de calcio provocan deformaciones permanentes de la espaldar y daños en los órganos internos.
También será recomendable que se les añada calcio a su alimento, para fortalecer sus huesos y su caparazón. Se deberá también tener en cuenta que necesitan tener a mano un cuenco con agua fresca. No debe tener más de 5 o 10 cm de profundidad, y el agua será renovada a diario.
Habitualmente acudirán al cuenco para beber y para bañarse.
Un síntoma evidente de mala alimentación es un espaldar con las escamas puntiagudas y estriadas en las suturas, un fenómeno conocido como piramidalización. En cambio, un espaldar liso y de forma ovalada indica una alimentación correcta.

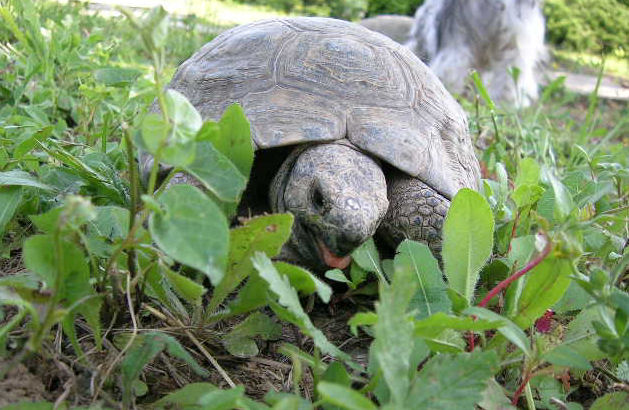
T. graeca de 50 años comiendo plantas silvestres, la base de su alimentación

## Etología

### Comportamiento, hibernación y estivación
Respecto de su etología, las tortugas moras son animales ectotérmicos que se exponen al sol durante las primeras horas del día a fin de calentar su cuerpo y acelerar las funciones metabólicas. La exposición a la luz solar les permite absorber los rayos ultravioletas necesarios por la síntesis de la vitamina D. El incremento de temperatura corporal es necesario para activar los enzimas implicados en la digestión. A temperaturas atmosféricas superiores a 27 °C, las tortugas se muestran apáticas y excavan pequeños agujeros cubiertos por vegetación baja o se esconden en pequeñas grietas con el objeto de refrescarse. Cuando vuelven a bajar las temperaturas, regresan a la actividad. En las zonas donde los veranos son más tórridos, como en el norte de África o en Oriente próximo, la Testudo graeca realiza una estivación de unas semanas o meses esperando enterrada a que refresque. En las zonas donde hace frío realiza la hibernación.
En otoño, con la bajada de las temperaturas, los reptiles dejan de alimentarse durante unos veinte días por poder vaciar completamente el intestino de restos de comida. Se van volviendo más apáticas y, en noviembre o diciembre, según la latitud, empiezan a enterrarse o refugiarse en lugares protegidos y caen en un estado de hibernación. La temperatura ideal por la hibernación es de 5 °C. Temperaturas inferiores a 2 °C provocan daños cerebrales o la muerte, mientras que si son superiores a 10 °C traen la tortuga a un estado de subhibernación, peligroso puesto que el animal consume más rápidamente las reservas de grasa que le deben durar todo el invierno. En estado natural, las tortugas se entierran a una profundidad entre la superficie del suelo y veinte centímetros.
La hibernación es una fase metabólica vital para esta especie, y lo único que la puede impedir es una enfermedad u otra circunstancia debilitante.
De hecho, la principal causa de muerte en el caso de ejemplares que han de hibernar en espacios interiores preparados por criadores aficionados es la temperatura, si es demasiado alta para permitir la hibernación pero demasiada baja para que el animal continúe alimentándose.
En una situación así, si se quiere mantener al animal activo, hará falta colocarlo dentro de un terrario calentado con un punto cálido a 28 °C y un punto fresco y sombreado a 18 °C, con un sustrato de unos cinco centímetros de profundidad compuesto de un 40 de turba oligotrófica, un 40 de humus (sin fertilizantes ni pesticidas) y un 20 de tierra de río. Es esencial que haya una lámpara de rayos ultravioletas especial para reptiles, necesaria por la síntesis de vitamina D, vitamina implicada en el metabolismo del calcio.
Si, en cambio, se prefiere una hibernación controlada, hará falta poner la tortuga en un contenedor protegido de los roedores con una red metálica, lleno del mismo tipo de sustrato que se describe en el párrafo anterior. El contenedor se deberá poner en un espacio oscuro con temperaturas entre 4 y 8 °C y una humedad ambiental de aproximadamente un 70%. Las tortugas se suelen despertar en el mes de marzo, cuando las temperaturas se vuelven más cálidas.

### Sentidos
Las tortugas tienen una vista excelente: saben distinguir formas y colores e incluso pueden reconocer personas. Tienen un sentido de la orientación muy preciso, si se las mueve unos centenares de metros del territorio al que pertenecen vuelven en poco tiempo. Son muy sensibles a las vibraciones del suelo aunque no tengan un oído desarrollado. En cambio, el olfato está bien desarrollado y tiene un papel importante en la búsqueda de alimento y de parejas sexuales.

## Hábitat
Las tortugas moras habitan en parajes áridos con escasas precipitaciones, donde predominan los matorrales y arbustos pequeños. Caracterizados por inviernos suaves con precipitaciones moderadas, y veranos secos con temperaturas elevadas. Esta especie encuentra refugio y alimento en la vegetación baja y los matorrales de las garrigas, de los arbustos de las maquias y del sotobosque, llegando hasta altitudes templadas. El hábitat de la tortuga mora varía mucho dependiendo de la subespecie, pero en general es típicamente mediterráneo. En Doñana vive en las dunas costeras con vegetación rica, los pinares costeros, y en el sotobosque de árboles mediterráneos, las encinas y los alcornoques. En el sureste también fueron observadas en las zonas de uso agrícola, tales como olivos, huertos de cítricos, almendros y viñedos.

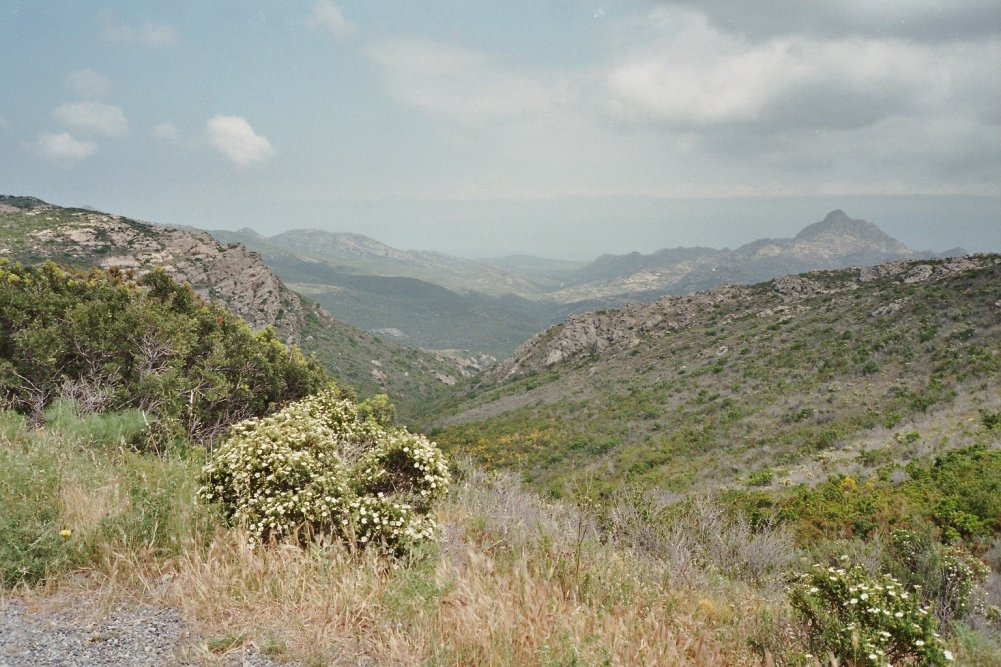
Maquia mediterránea

### Situación en España
La subespecie española se denomina Testudo graeca graeca.
En la actualidad sólo existen 3 poblaciones en nuestro país, 2 en el sur de la península y 1 residual en Mallorca. Aparece en el Catálogo de Especies Amenazadas de la Región de Murcia como especie vulnerable. El Atlas y Libro Rojo de los anfibios y Reptiles de España considera la tortuga mora una especie en peligro de extinción. De las dos poblaciones peninsulares, la que tiene una mayor distribución se encuentra en el sur de la provincia de Murcia y el norte de Almería. En Murcia se encuentra fundamentalmente en dos núcleos disjuntos, la Sierra de Torrecilla y las Sierras de Almenara, Cantar y Carrasquilla. Otra de las zonas dónde se puede encontrar es en el parque regional de Cabo Cope y Puntas de Calnegre, aunque se encuentra actualmente amenazado por la recalificación.
La otra población en la península se encuentra en Doñana. Y la única población balear se halla en un pequeño enclave de unos 100 km² en Calviá.
Tras análisis genéticos se comprobó que existe una gran similitud entre las poblaciones de la costa occidental de Argelia y las del centro y sur de la población del sureste ibérico. Se estimó que la llegada de la tortuga mora a la península ibérica fue hace aproximadamente 20.000, y que esa llegada fue de forma natural al ser anterior a la expansión marítima de los griegos y fenicios en el Mediterráneo occidental.
La tortuga mora se halla pues en grave peligro en la península ibérica. Las causas de su regresión son diversas: la presión del hombre sobre su hábitat por prácticas agrícolas, los incendios forestales y, sobre todo, el urbanismo salvaje. Ha sido catalogada como de interés especial tanto por la legislación nacional como autonómica.

## Legislación
Testudo graeca está incluida en la Lista Roja del IUCN de especies amenazadas de extinción, como todas las especies del género Testudo. La tortuga mora está protegida por la Convención de Berna. También está incluida en la CITES y en la directiva 1332/2005 de la Comunidad Europea, de forma que queda absolutamente prohibida la captura de ejemplares salvajes y está reglamentada la cría y el comercio de ejemplares en cautiverio.

## Arte y cultura

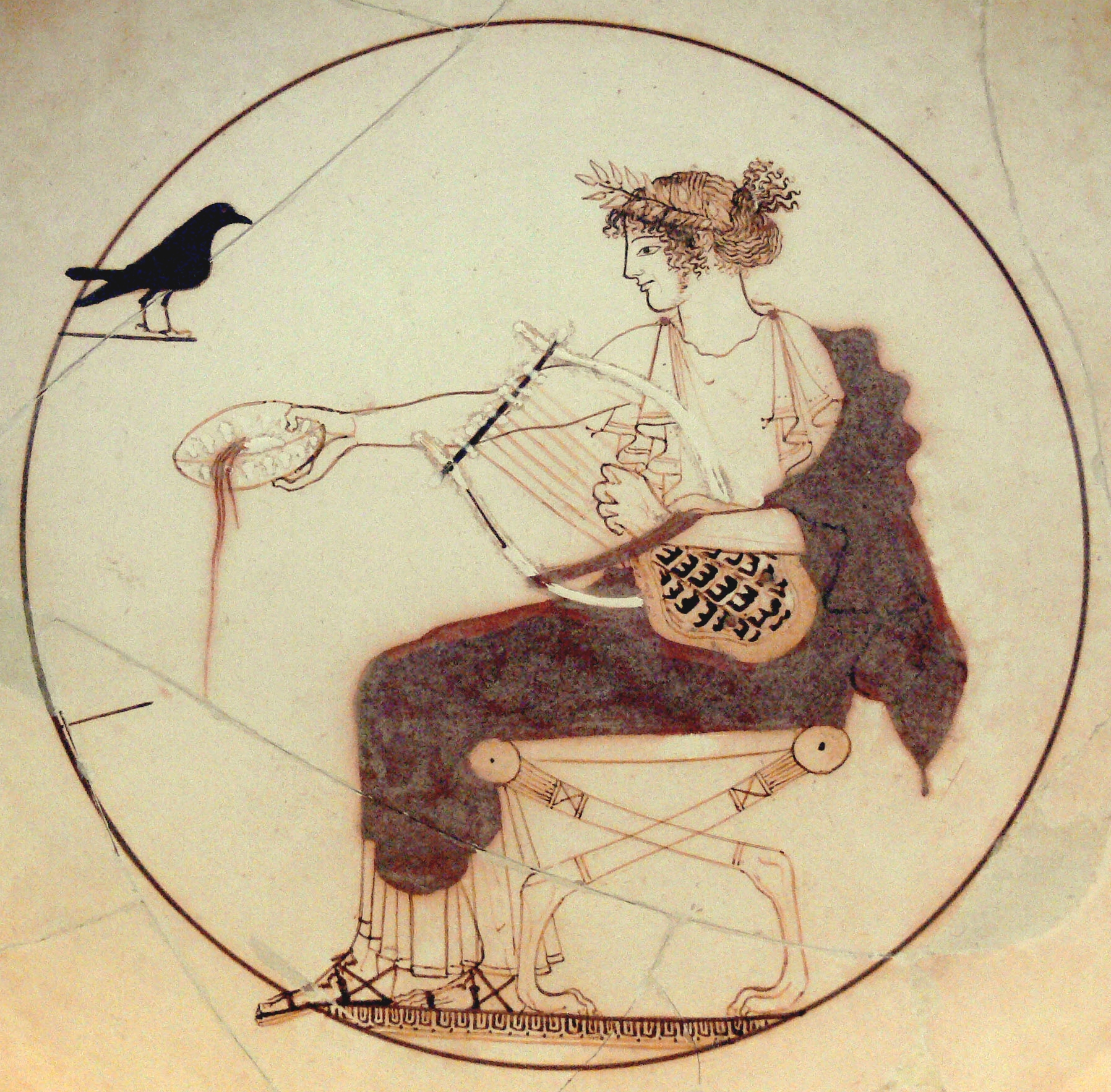
Apolo con el caparazón de una Testudo, pintura griega, 460 a. C.

La tortuga desde la antigüedad ha sido capturada y criada para la alimentación, y como animal utilitario. Se obtuvieron del caparazón muchos objetos cotidianos, joyería y cajas de resonancia para instrumentos musicales. La mitología griega nos dice que Hermes fue el inventor de la lira. Un día el dios encontró una tortuga en una cueva, la mató, tomó sus caparazón y con cuerdas de tripa de oveja en dos cuernos de antílope pudo obtener un instrumento musical. Después Hermes lo regaló al dios Apolo, y él a su hijo Orfeo. Hay numerosos hallazgos de caparazones en antiguas tumbas. En el pasado, fueron consumidas por algunas órdenes monásticas, porque su carne, considerada de alto valor nutritivo, especialmente para los enfermos, se encontraba entre las pocas permitidas por la Iglesia Católica para consumir en los días de abstinencia. Desde el principio del arte, hay un sinnúmero de representaciones de tortugas; en algunas de ellas se puede identificar con certeza la especie como T. graeca. En la literatura, es un personaje recurrente como una representación de la longevidad de la tortuga y el alma, bien conocida es la historia de Esopo, La Liebre y la Tortuga de Aquiles. En matemáticas hay que recordar la segunda de las paradojas formuladas por Zenón de Elea.